# 大霍穆斯尤里亞赫河
大霍穆斯尤里亞赫河是俄羅斯的河流，由薩哈共和國負責管轄，河道全長324公里，流域面積約3,420平方公里，河水主要來自融雪和雨水，最終注入東西伯利亞海。